# Geoffrey Hurst
Pour les articles homonymes, voir Hurst.
Geoffrey Charles Hurst, surnommé « Geoff » Hurst, né le 8 décembre 1941 à Ashton-under-Lyne (Grand Manchester), est un footballeur international anglais qui évolue au poste d'attaquant dans les années 1960-1970.
Hurst est le premier joueur masculin à inscrire trois buts lors d'une même finale de Coupe de monde, en 1966, dont le controversé « but de Wembley ». Troisième de l'Euro 1968 puis éliminé en quart du Mondial 1970, il totalise 24 buts en 49 sélections avec l'équipe d'Angleterre.
En club, Geoffrey Hurst fait ses débuts et la majorité de sa carrière à West Ham United où il marque 242 buts en 500 matchs. Il remporte la FA Cup en 1964 et la Coupe d'Europe des vainqueurs de coupe en 1965. Transféré à Stoke City en 1972, il y joue trois saisons. Après une saison passée à West Bromwich Albion, il rejoint l'Irlande et le Cork Celtic ainsi que les États-Unis et le Sounders FC de Seattle.
En 1977, il retourne en Angleterre pour entraîner dans le club de Telford United. Il est également l'entraîneur du Chelsea FC entre 1979 et 1981 avant de diriger l'équipe du Koweït SC entre 1982 et 1984. Il se retire par la suite du monde du football pour se concentrer sur ses différents projets financiers ou commerciaux.

## Biographie

### Enfance entre football et cricket
Né le 8 décembre 1941 à Ashton-under-Lyne, Geoffrey est le fils d'un footballeur, Charlie Hurst.
Enfant, Geoff est à l'aise ballon au pied mais excelle aussi au cricket. Il pratique les deux sports pendant une longue période avant de devoir choisir dans laquelle faire carrière. « J'ai espéré (faire professionnellement du cricket). Je jouais au cricket l'été et au football l'hiver » se souvient-il.

### Quinze ans à West Ham (1957-1972)

#### Débuts (1957-1966)
Geoffrey Hurst rejoint West Ham United à l’âge de quinze ans, en tant qu’apprenti.
Hurst dispute son premier match officiel avec West Ham en février 1960, au poste de milieu de terrain. Il évolue notamment aux côtés de la future star Bobby Moore, du même âge et aussi croisé sur les terrains de cricket. Geoffrey se souvient : « Les supporters qui m'écrivaient le faisaient pour me demander de leur obtenir un autographe de Bobby Moore ».
En 1962, à 21 ans; Hurst manque une tournée au Ghana avec West Ham, son club de football, pour disputer un match de championnat de première division avec le comté d'Essex contre le Lancashire.
Au début de la saison 1962-1963, l'entraîneur Ron Greenwood fait monter Hurst sur le terrain comme demi gauche, inter puis avant-centre,.

Composition d'équipes lors de la finale de C2 1664-65.

Au fil des saisons, Hurst inscrit de plus en plus de buts et marque lors de la finale victorieuse de FA Cup 1964, remportée face à Preston North End, premier titre majeur de l'histoire du club.
La saison suivante, West Ham remporte la Coupe d'Europe des vainqueurs de coupe 1664-65.

#### International anglais (1966-1972)
Geoffrey Hurst honore sa première cape en équipe d'Angleterre de football en février 1966 face à la RFA, à Wembley (victoire 1-0). Au terme de l'exercice 1965-1966, Hurst totalise 23 buts en championnat, onze en Coupe de la Ligue, quatre en FA Cup. West Ham se hisse en demi-finale de Coupe des coupes et en finale de Coupe de la Ligue, mais termine seulement douzième du Championnat. Néanmoins, Hurst est sélectionné en équipe nationale pour la Coupe du monde 1966 jouée à domicile, avec ses coéquipiers Bobby Moore et Martin Peters.
Lors du Mondial, Hurst est remplaçant derrière Jimmy Greaves, meilleurs buteurs de l'histoire de la sélection et du championnat d'Angleterre et Roger Hunt. Lors du dernier match de poule, Greaves est blessé par le français Joseph Bonnel et forfait pour le reste de la compétition,. Hurst est titularisé et inscrit le seul but du quart-de-finale contre l'Argentine (1-0),.
Lors de la finale à Wembley, l'Angleterre affronte la RFA devant 96 000 spectateurs et 32,3 millions de téléspectateurs. Préféré à Greaves, de retour de blessure, Hurst égalise de la tête (1-1, 18e). En prolongation, il inscrit le but le plus controversé de l'histoire de la Coupe du monde. Son tir puissant heurte la barre transversale puis rebondit au niveau de la ligne de but (3-2, 100e). L’arbitre valide le but après avis de son assistant. En fin de match, Hurst inscrit un troisième but en contre, tandis que les Allemands sont montés pour jouer leur va-tour (4-2, 120e). Hurst devient le premier joueur masculin à inscrire trois buts lors d'une même finale de Coupe de monde, performance égalée par Kylian Mbappé en 2022,, et inscrit le but le plus tardif de toutes les finales du tournoi. En 2023, Hurst est l'ultime joueur anglais en vie de la finale de 1966.
Qualifié pour la finale à quatre du Championnat d'Europe 1968, Hurst ne joue pas la demi-finale perdue contre la Yougoslavie (1-0). Il est titulaire lors de la victoire en petite finale remportée contre l'URSS (2-0) et Hurst est élu au sein de l'équipe-type de la compétition.

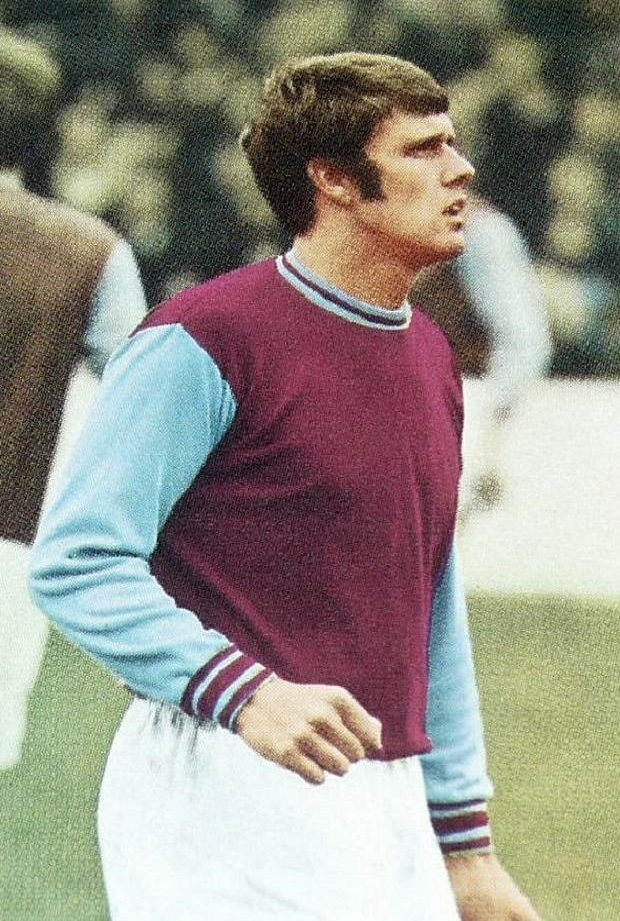
Geoffrey Hurst à West Ham United, en 1969.

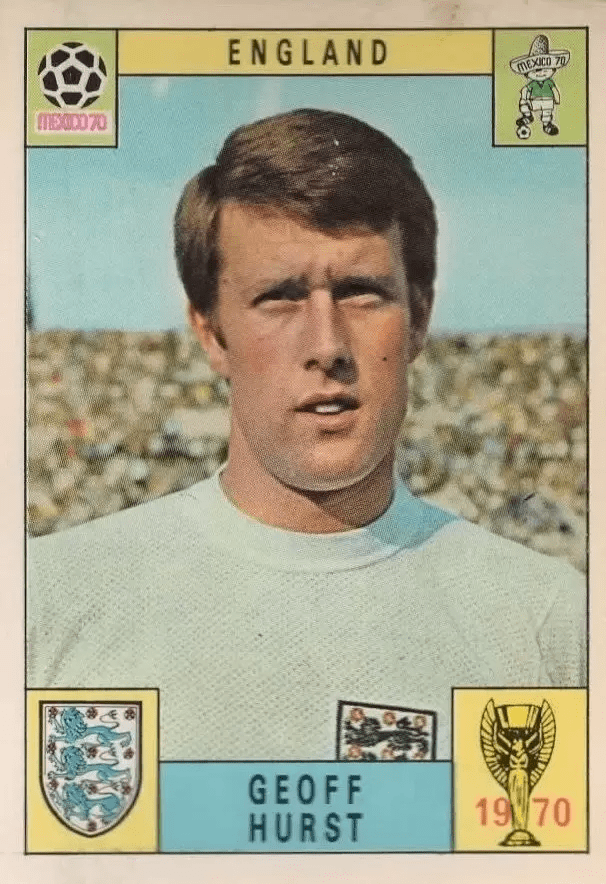
Geoff Hurst au Mondial 1970.

Lors du Mondial 1970, Hurst offre la victoire lors du premier match contre la Roumanie (1-0). Le quart de finale est une revanche de la finale précédente contre la RFA. De nouveau en prolongation à 2-2, Hurst se voit refuser un but pour un hors-jeu finalement erroné et les Anglais s'inclinent (2-3 ap).
Hurst dispute son dernier match international de nouveau face à la RFA et à Wembley. Sélectionné 49 fois en équipe nationale, il aura inscrit 24 buts.
Il marque 242 buts en 500 matchs avec West Ham.

### Fin de carrière exotique
Il est transféré à Stoke City pour £80 000, en 1972, club avec lequel il joue un total de 3 saisons.
Après une saison passée à West Bromwich Albion, il met fin à sa carrière en Football League et rejoint l'Irlande et le Cork Celtic ainsi que les États-Unis et le Sounders FC de Seattle.

### Reconversion comme entraîneur
En 1977, il retourne en Angleterre pour entraîner dans le club de Telford United.
Entre 1979 et 1981, il est l'entraîneur du Chelsea FC descendu en deuxième division à cause d'instabilité financière impliquant la vente des contrats de nombreux joueurs-clés.
Husrt dirige enfin l'équipe du Koweït SC entre 1982 et 1984. Il se retire par la suite du monde du football et travaille dans les assurances.

### Vie privée
Geoffrey Hurst vit actuellement à Cheltenham en Angleterre avec sa femme Judith. Ils sont mariés depuis le 13 octobre 1964, après s'être rencontrés trois ans auparavant. Ils ont ensemble trois filles.

## Statistiques

### En tant que joueur
En près de 700 matchs, dont 49 sélections avec les Three Lions, il marque 299 buts.
| Saison                | Club                  | Championnat           | Championnat | Championnat | Coupe nationale | Coupe nationale | Coupe de la Ligue | Coupe de la Ligue | Autres | Autres | Total | Total |
| Saison                | Club                  | Division              | M.          | B.          | M.              | B.              | M.                | B.                | M.     | B.     | M.    | B.    |
| 1959-1960             | West Ham United       | First Division        | 3           | 0           | -               | -               | -                 | -                 | -      | -      | 3     | 0     |
| 1960-1961             | West Ham United       | First Division        | 6           | 0           | -               | -               | -                 | -                 | -      | -      | 6     | 0     |
| 1961-1962             | West Ham United       | First Division        | 24          | 1           | 1               | 0               | 2                 | 0                 | -      | -      | 27    | 1     |
| 1962-1963             | West Ham United       | First Division        | 27          | 13          | -               | -               | 2                 | 2                 | -      | -      | 29    | 15    |
| 1963-1964             | West Ham United       | First Division        | 37          | 14          | 7               | 7               | 6                 | 5                 | -      | -      | 50    | 26    |
| 1964-1965             | West Ham United       | First Division        | 42          | 17          | 1               | 2               | 1                 | 0                 | 10     | 1      | 54    | 20    |
| 1965-1966             | West Ham United       | First Division        | 39          | 23          | 4               | 4               | 10                | 11                | 6      | 2      | 59    | 40    |
| 1966-1967             | West Ham United       | First Division        | 41          | 29          | 2               | 3               | 6                 | 3                 | -      | -      | 49    | 35    |
| 1967-1968             | West Ham United       | First Division        | 38          | 19          | 3               | 1               | 3                 | 5                 | -      | -      | 44    | 25    |
| 1968-1969             | West Ham United       | First Division        | 42          | 25          | 3               | 2               | 3                 | 4                 | -      | -      | 48    | 31    |
| 1969-1970             | West Ham United       | First Division        | 39          | 16          | 1               | 0               | 2                 | 2                 | -      | -      | 42    | 18    |
| 1970-1971             | West Ham United       | First Division        | 39          | 15          | -               | -               | 2                 | 0                 | -      | -      | 41    | 15    |
| 1971-1972             | West Ham United       | First Division        | 34          | 8           | 4               | 4               | 10                | 4                 | -      | -      | 48    | 16    |
| Sous-total            | Sous-total            | Sous-total            | 411         | 180         | 26              | 23              | 47                | 36                | 16     | 3      | 500   | 242   |
| 1971-1972             | Stoke City            | First Division        | 0           | 0           | 1               | 0               | -                 | -                 | -      | -      | 1     | 0     |
| 1972-1973             | Stoke City            | First Division        | 38          | 10          | -               | -               | 3                 | 2                 | 2      | 1      | 43    | 13    |
| 1973                  | Cape Town (prêt)      | NFL                   | 6           | 5           | -               | -               | -                 | -                 | -      | -      | 6     | 5     |
| 1973-1974             | Stoke City            | First Division        | 35          | 12          | 1               | 0               | 4                 | 1                 | 5      | 2      | 45    | 15    |
| 1974-1975             | Stoke City            | First Division        | 35          | 8           | 1               | 0               | 4                 | 3                 | 1      | 0      | 41    | 11    |
| Sous-total            | Sous-total            | Sous-total            | 114         | 35          | 3               | 0               | 11                | 6                 | 8      | 3      | 136   | 44    |
| 1975-1976             | West Bromwich         | Second Division       | 10          | 2           | -               | -               | 2                 | 0                 | -      | -      | 12    | 2     |
| 1975-1976             | Cork Celtic           | League of Ireland     | 3           | 3           | -               | -               | -                 | -                 | -      | -      | 3     | 3     |
| 1976                  | Seattle Sounders      | NASL                  | 23          | 8           | -               | -               | -                 | -                 | -      | -      | 23    | 8     |
| Sous-total            | Sous-total            | Sous-total            | 36          | 13          | 0               | 0               | 2                 | 0                 | 0      | 0      | 38    | 13    |
| Total sur la carrière | Total sur la carrière | Total sur la carrière | 561         | 228         | 29              | 23              | 60                | 42                | 24     | 6      | 674   | 299   |

### En tant qu'entraîneur
| Equipe     | du                | au            | Statistiques | Statistiques | Statistiques | Statistiques | Statistiques |
| Equipe     | du                | au            | M.           | V.           | N.           | D.           | %V.          |
| ---------- | ----------------- | ------------- | ------------ | ------------ | ------------ | ------------ | ------------ |
| Chelsea FC | 13 septembre 1979 | 30 avril 1981 | 84           | 35           | 20           | 29           | 41,67        |

## Palmarès et distinctions personnelles

### Palmarès
Avec West Ham United, Geoffrey Hurst remporte l'International Soccer League en 1963, une FA Cup en 1964 — un but marqué en finale — et une Coupe d'Europe des vainqueurs de coupe 1964-1965. Il est également finaliste de la Coupe de la Ligue anglaise en 1966.
Avec l'équipe d'Angleterre, Geoffrey Hurst remporte la Coupe du monde 1966 et termine troisième de l'Euro 1968.

### Distinctions personnelles et records

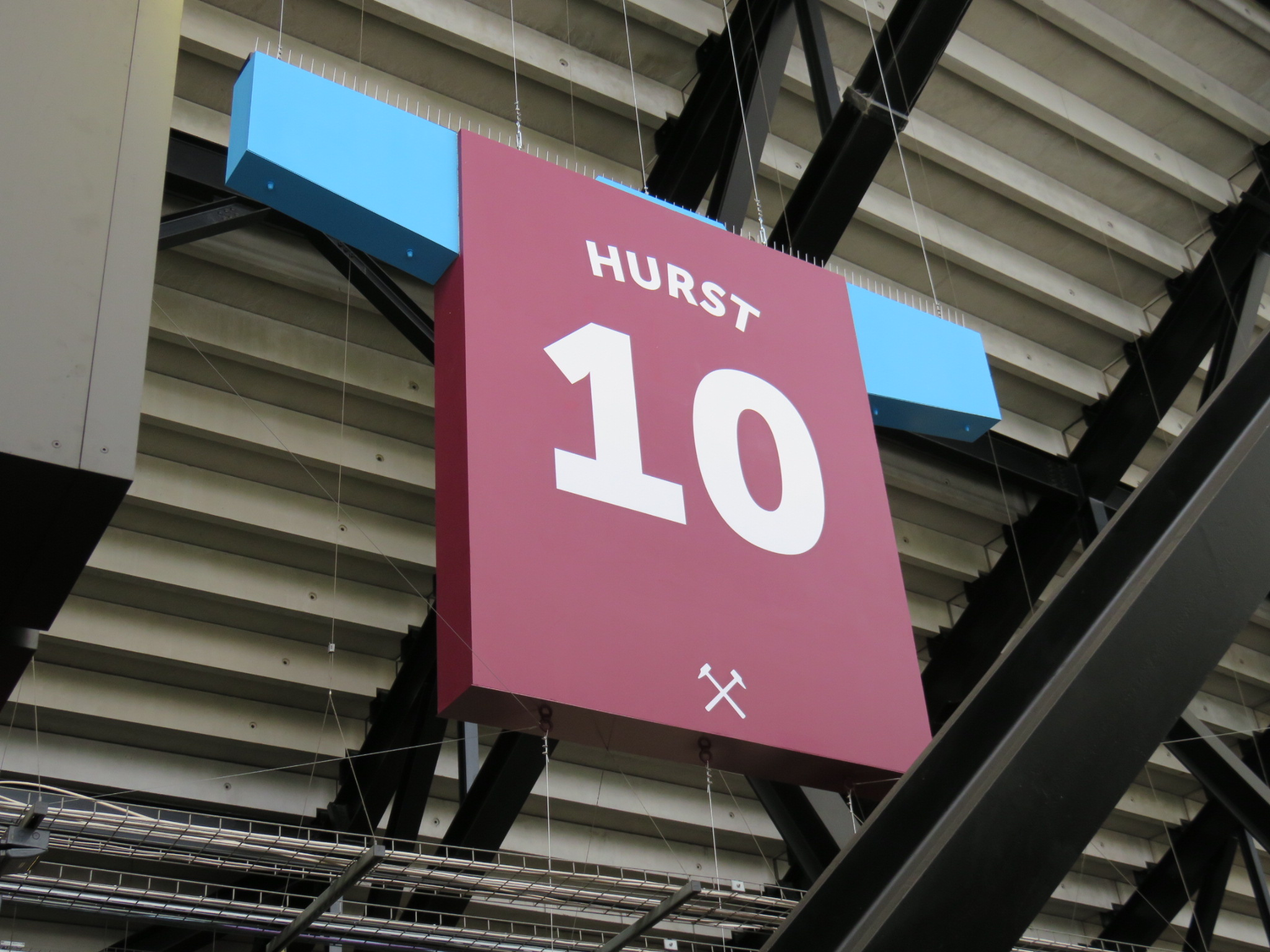
Maillot géant au nom de Hurst accroché au stade olympique de Londres en 2016.

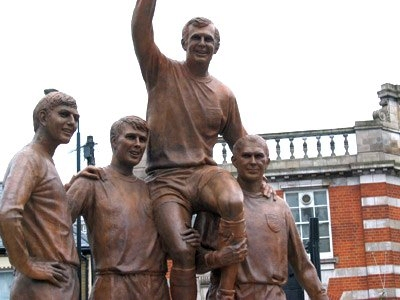
Statue des vainqueurs du Mondial 1966, Hurst est le 2e en partant de la gauche.

Il est anobli par la reine en 1998,, après avoir été fait membre de l'Ordre de l'Empire britannique (MBE) en 1975.
Au niveau personnel, il est élu Hammer of the Year, c'est-à-dire meilleur joueur de West Ham United, en 1966, 1967 et 1969. Il fait partie du World Soccer World XI (équivalent du FIFA/FIFPro World XI) à trois reprises, de 1967 à 1969 et des Football League 100 legends, liste regroupant les 10 plus grands joueurs de Football League, en 1976. Il est également présent dans l'équipe type de l'Euro 1968.
Geoffrey Hurst est le premier joueur à marquer un triplé en finale de Coupe du monde, exploit qu'il réalise lors de la Coupe du monde 1966, inscrivant au passage le but le plus tardif de toutes les finales du tournoi.
Encore aujourd'hui, il est le dernier footballeur à avoir inscrit un triplé face à l'équipe de France ; c'était le 12 mars 1969, lors d'un match amical remporté 5 à 0 à Wembley.